# Sengoku (jogo eletrônico de 2011)
Sengoku é um jogo eletrônico de estratégia em tempo real desenvolvido e publicado pela Paradox Interactive. Passa-se no ano de 1467, onde começou a guerra civil entre os clãs do Japão. O objectivo é controlar 50% do território durante os 3 anos que podemos jogar.